# Lesquin
Lesquin [lekɛ̃] ist eine französische Gemeinde mit 9356 Einwohnern (Stand 1. Januar 2022) im Département Nord in der Region Hauts-de-France. Sie liegt im Ballungsraum Lille in der Nähe des Regionalflughafens Lille-Lesquin und am Kreuzungspunkt mehrerer Autobahnen.
Die Gemeinde gehört zum Kanton Templeuve-en-Pévèle.

## Geografie
Die Gemeinde Lesquin liegt im Ballungsraum von Lille, sechs Kilometer südöstlich der Innenstadt von Lille. Im Süden hat die Stadt einen Anteil am Flughafen Lille. Umgeben wird Lesquin von den Nachbargemeinden Lezennes im Norden, Villeneuve-d’Ascq im Nordosten (Berührungspunkt), Sainghin-en-Mélantois im Osten, Fretin im Süden, Vendeville im Südwesten, Faches-Thumesnil im Westen sowie Ronchin im Nordwesten. In Lesquin kreuzen sich die Autobahnen A 1, A 22, A 23 und A 27.

## Bevölkerungsentwicklung
| Jahr                       | 1962 | 1968 | 1975 | 1982 | 1990 | 1999 | 2019 | 2020 |
| Einwohner                  | 4010 | 4319 | 5302 | 5311 | 5660 | 6010 | 6316 | 9113 |
| Quellen: Cassini und INSEE |      |      |      |      |      |      |      |      |

## Sehenswürdigkeiten

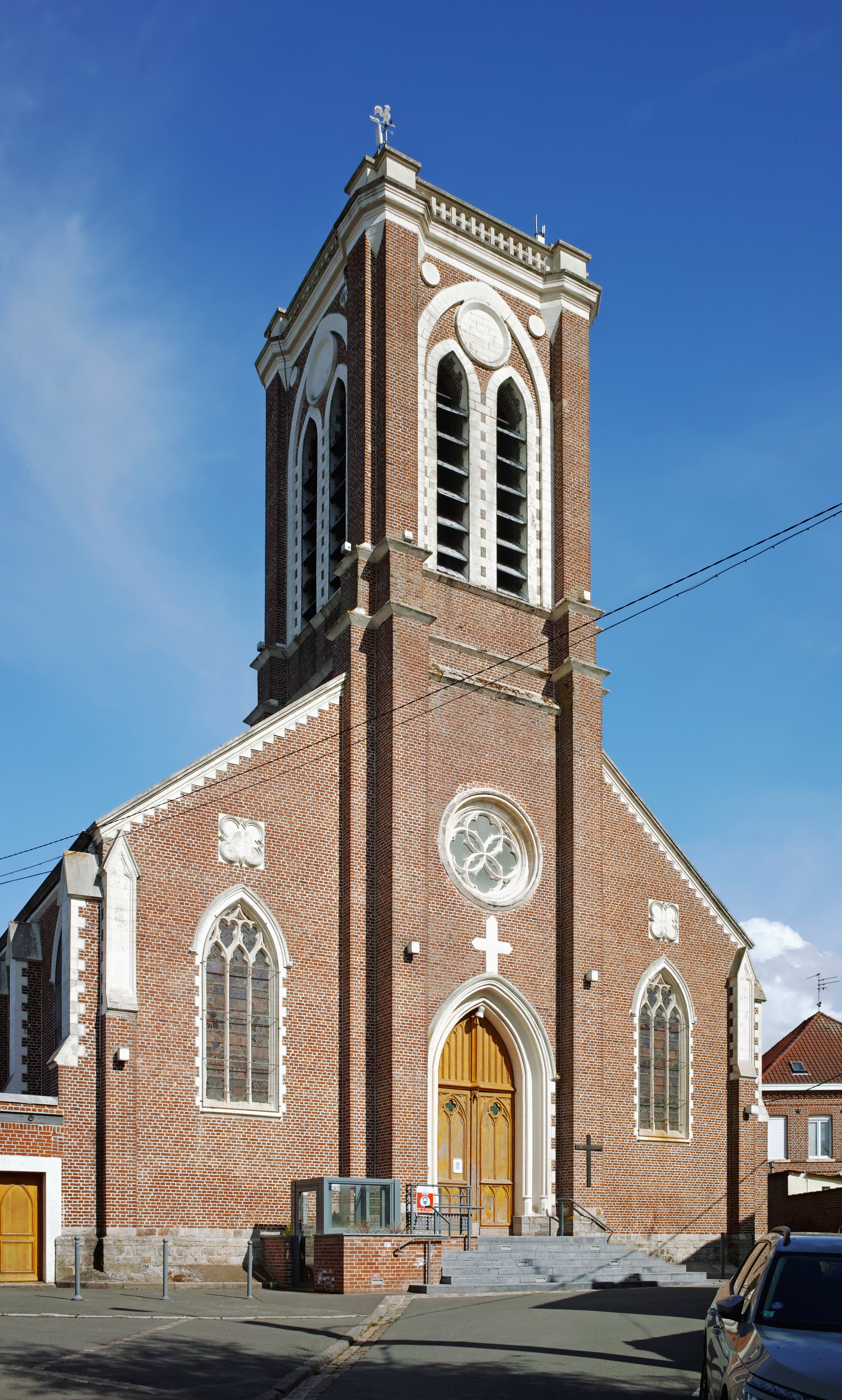
Kirche Saint-Barthélemy
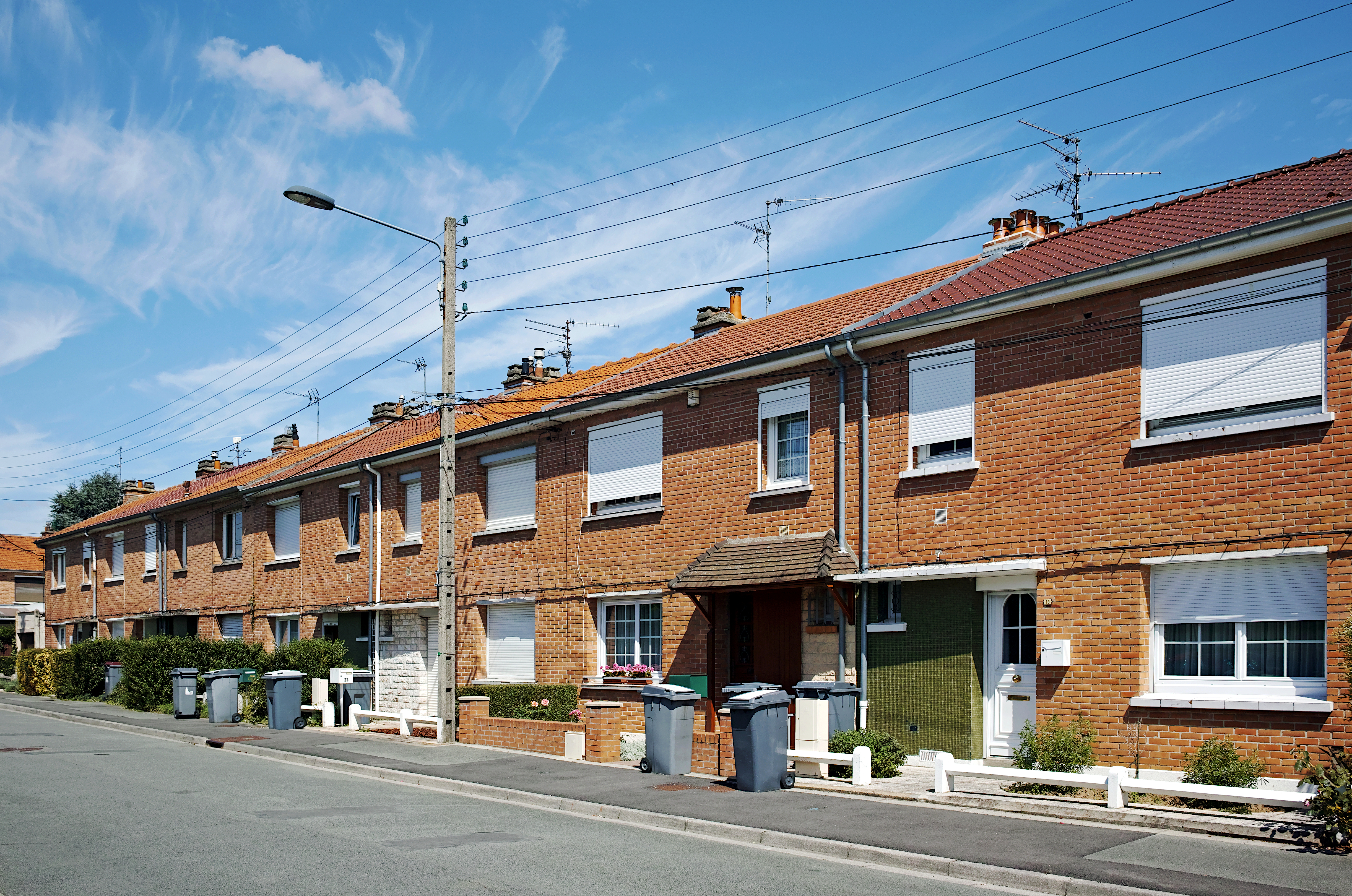
Häuserzeile in der Rue de la Petite Chapelle
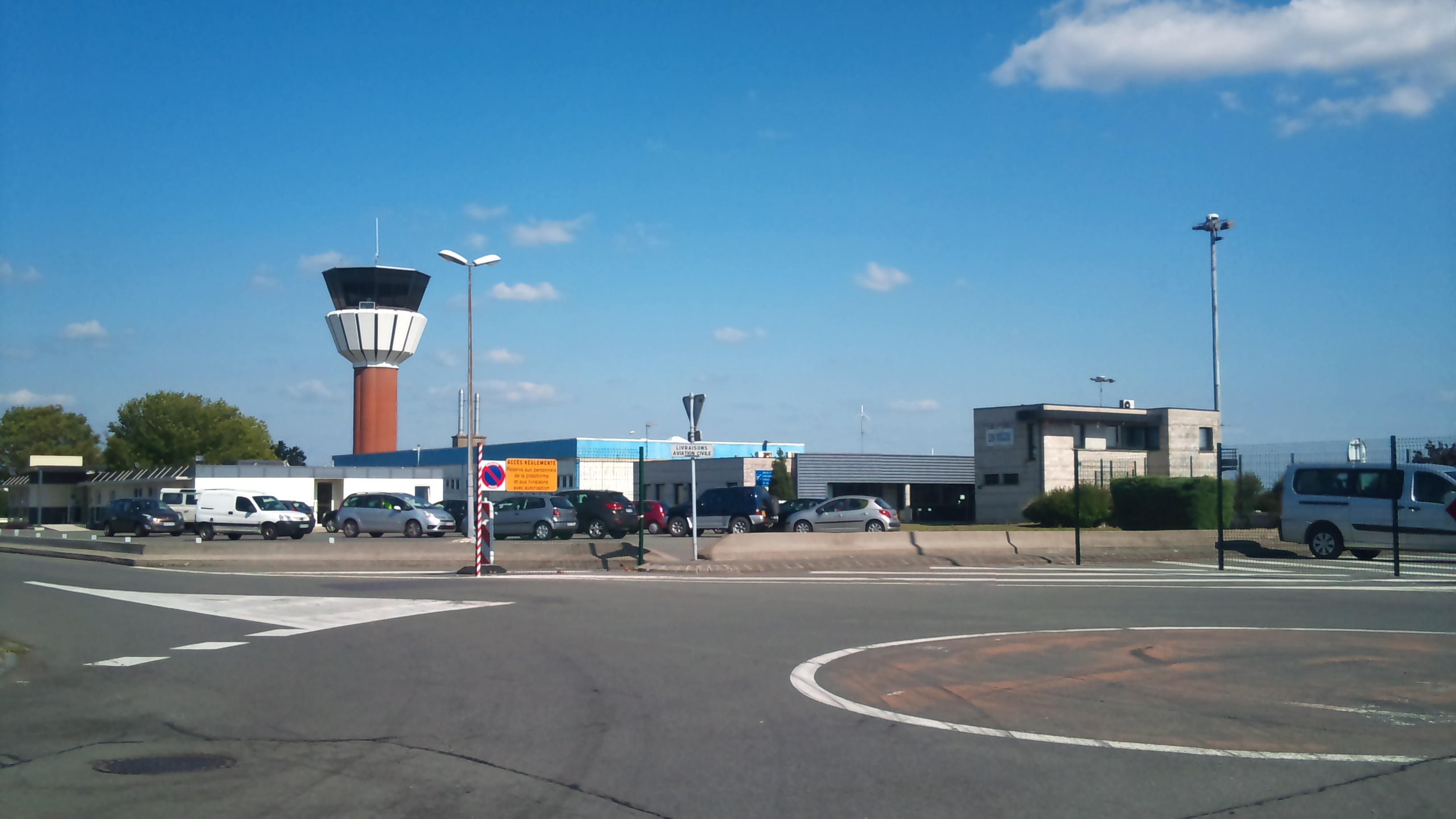
Tower des Flughafens Lille-Lesquin
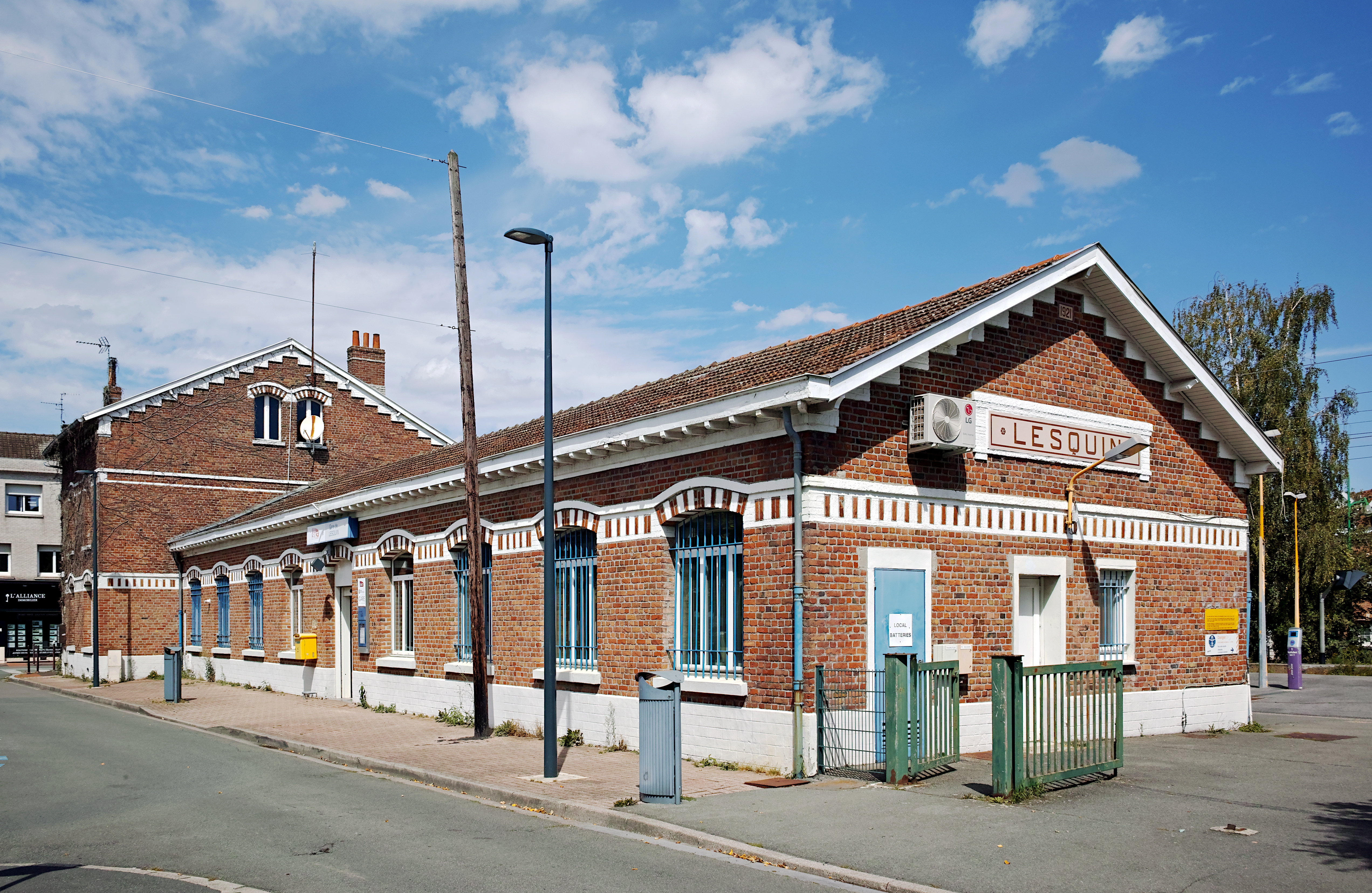
Bahnhof Lesquin

- Kirche Saint-Barthélemy
- Häuserzeile in der Rue de la Petite Chapelle
- Tower des Flughafens Lille-Lesquin
- Bahnhof Lesquin

## Städtepartnerschaften
Lesquin unterhält Städtepartnerschaften mit folgenden Städten:
- Linnich, Deutschland
- Bafoulabé, Mali

## Persönlichkeiten
- Charles de Vendeville (1882–1914), Wasserballspieler und Schwimmer
- Vanessa Boslak (* 1982), Stabhochspringerin
- Alexis Zywiecki (* 1984), Fußballspieler
- Pierrick Capelle (* 1987), Fußballspieler
- Élise Delzenne (* 1989), Radrennfahrerin